# Центр русской культуры (Таллин)
Центр русской культуры (ЦРК) (эст. Vene Kultuurikeskus) — учреждение культуры, работавшее в Таллине, столице Эстонии, по адресу бульвар Мере, 5. С момента своего создания в 1954 году носил название Таллинский Дом офицеров и являлся одним из крупнейших в Таллине учреждений культуры. С 2001 года — объект муниципальной собственности. C 2012 года эстонскими партиями и городской управой неоднократно поднимался вопрос о переименовании учреждения с целью исключения из его названия слова «русский». 4 июня 2025 года горуправа Таллина приняла решение о передаче Центра русской культуры целевому учреждению «Котёл культуры» под новым названием — Культурный центр «Мере» (эст. Mere kultuurikeskus). Изменение названия учреждения влечёт за собой также изменение сути и принципов его работы, и этот процесс займёт около года. Здание, в котором располагался культурный центр, построено в 1954 году, в 1997 году было внесено в Регистр памятников культуры Эстонии как памятник архитектуры. Центр русской культуры, находившийся в ведении Департамента культуры и спорта Таллина, завершит свою деятельность как самостоятельное учреждение 30 июня 2025 года.

## История

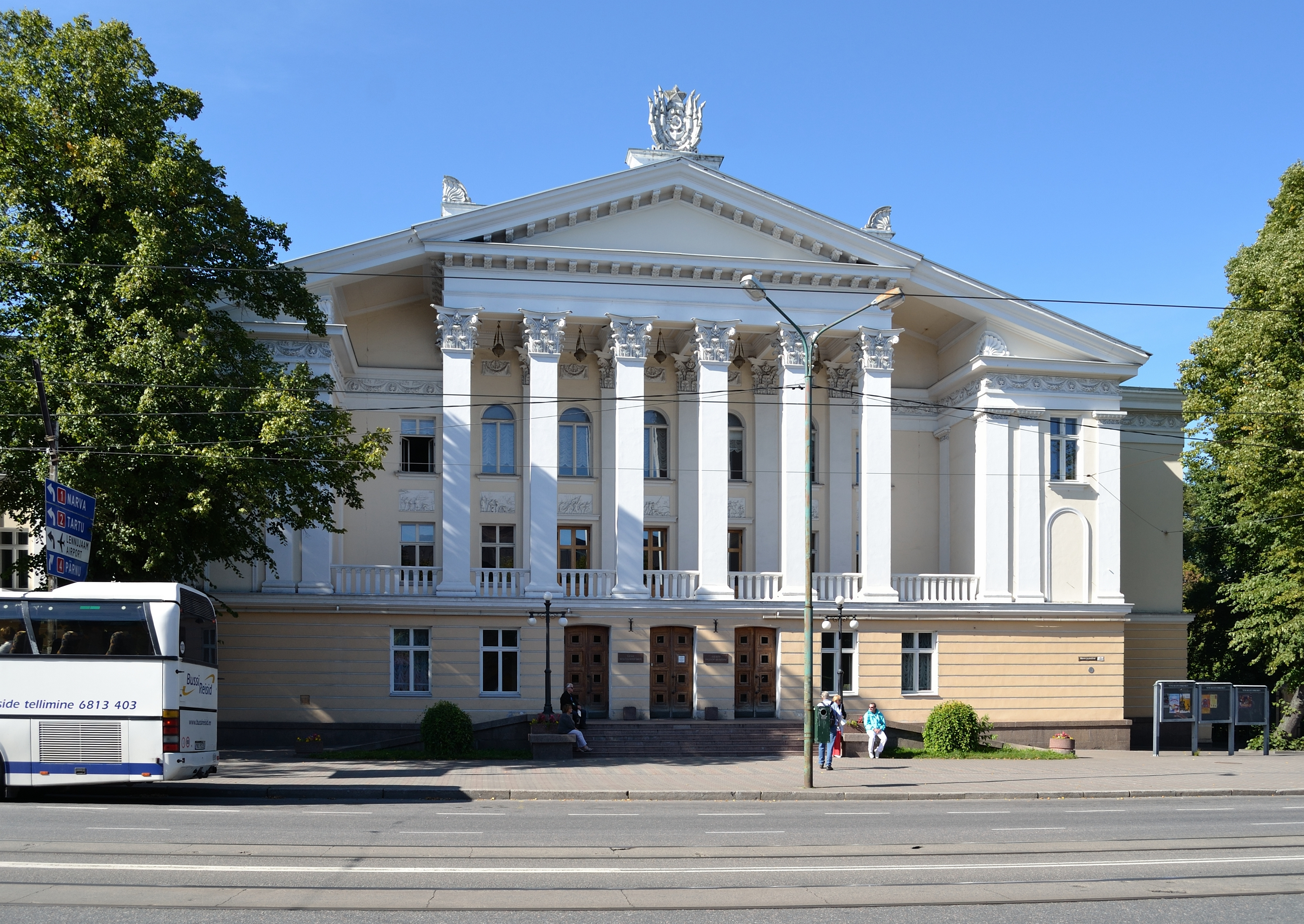
Таллинский Дом офицеров в 2011 году

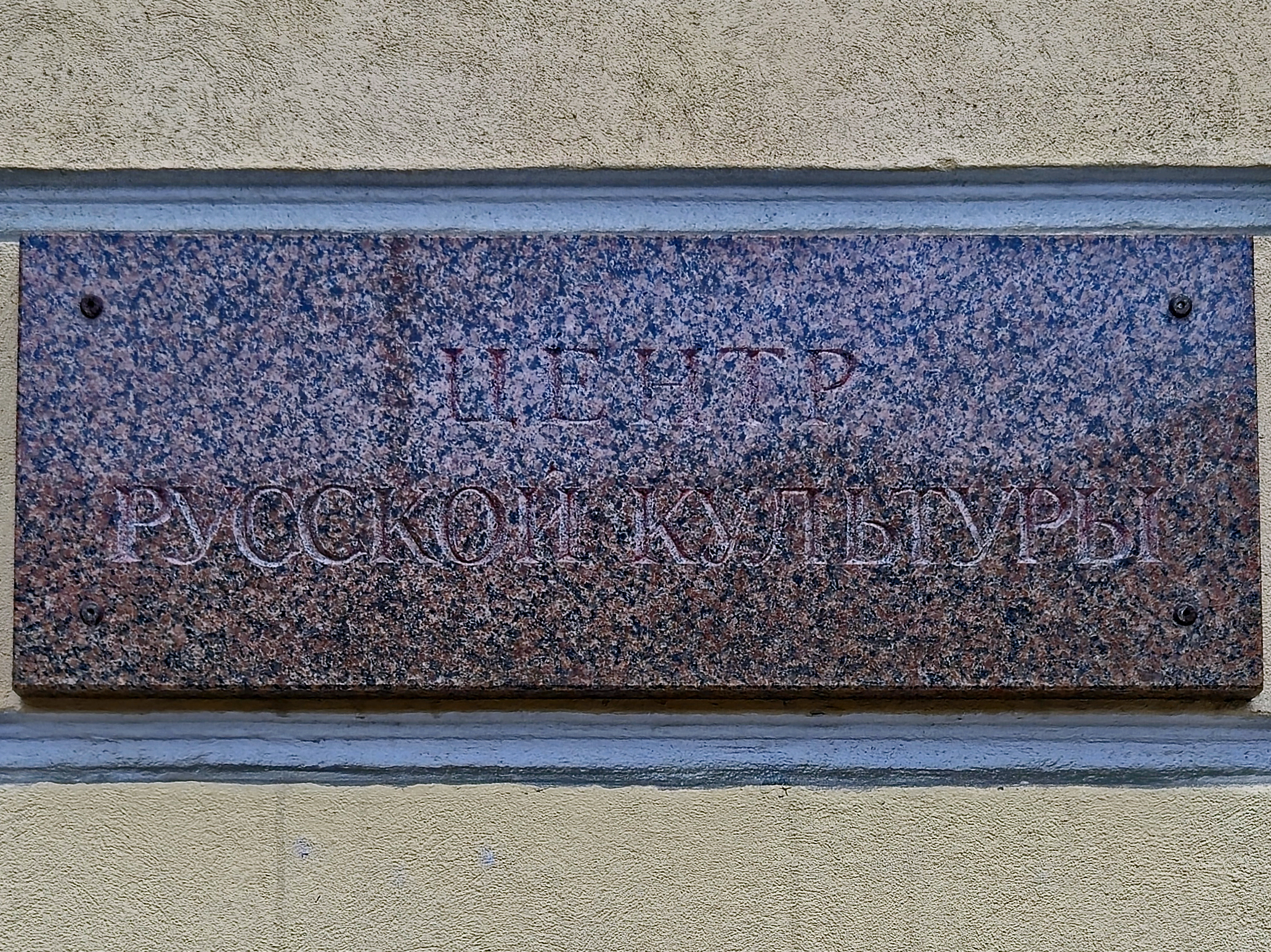
Вывеска на здании ЦРК, 27 июня 2025 года

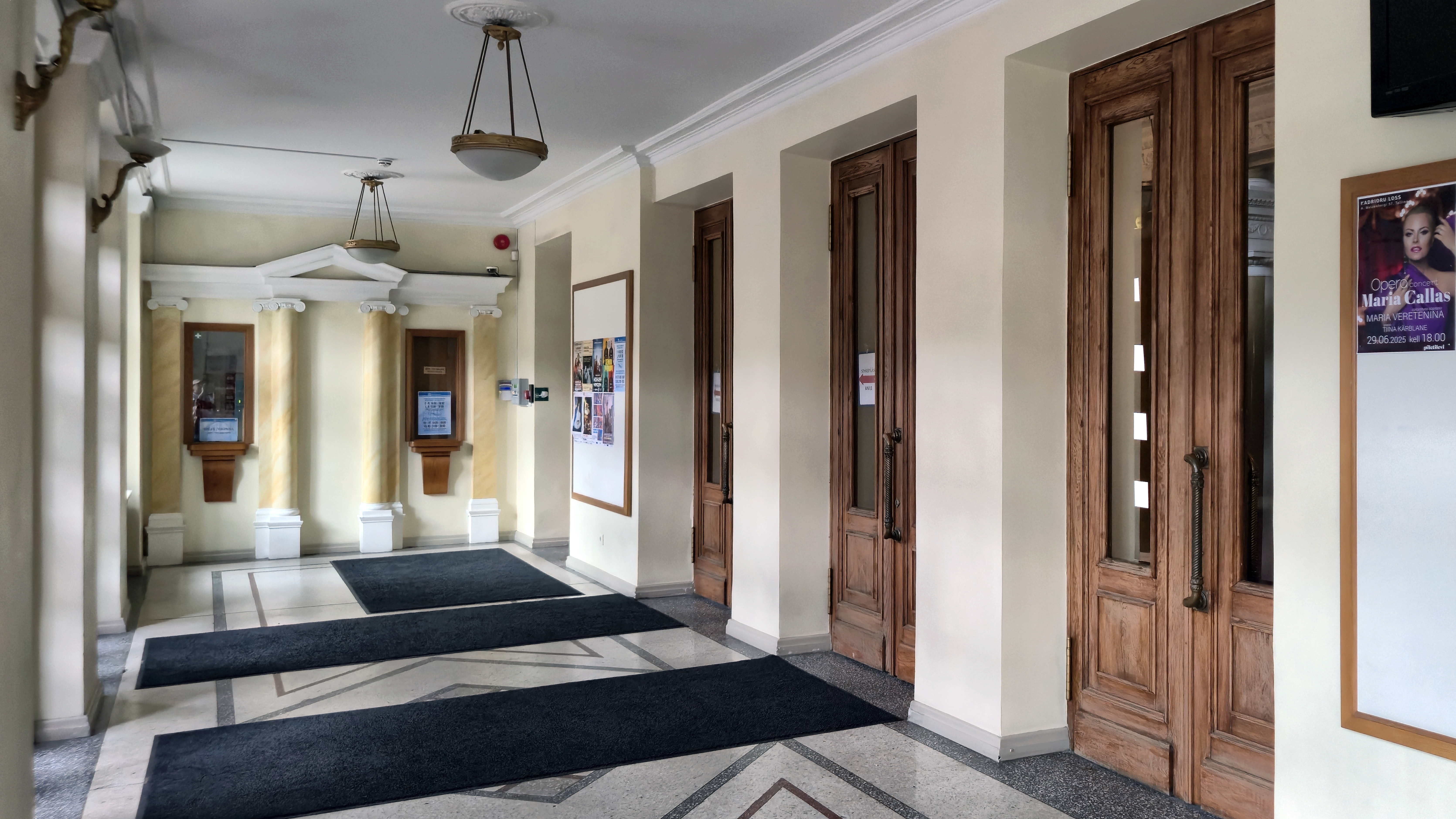
Фойе ЦРК, 27 июня 2025 года

Таллинский Дом офицеров был построен в 1951–1954 годах военными строителями по типовому проекту архитектора Aлександра Дмитриевича Кузнецова (Военморпроект № 28). Официально был открыт 22 февраля 1954 года.
Здание является примечательным образцом сталинского ампира с элементами неоклассицизма. При строительстве были частично использованы сохранившиеся фрагменты стоявшего до 1941 года на этом месте кинотеатра «Гранд Марина», а также соседний дом, принадлежавший общине таллинской церкви Святителя Николая Чудотворца (жилище настоятеля церкви).
В 1997 году постановлением министра культуры Эстонской Республики Дом офицеров (ДОФ) был признан памятником архитектуры и внесён в Регистр памятников культуры Эстонии под названием «Дом офицеров флота» (эст. Laevastiku Ohvitseride Maja). При инспектировании 27 апреля 2020 года специалистами Таллинского департамента городского планирования состояние здания было признано хорошим.
В период Советской Эстонии в Доме офицеров работали:
- народный театр,
- университет культуры,
- шахматный клуб,
- танцевальный, эстрадный и вокальный самодеятельные ансамбли,
- кружок художественного слова,
- оркестр народных инструментов,
- камерный оркестр,
- клуб книголюбов,
- библиотека (80 тыс. томов)[2].

В театральном зале, крупнейшем в Таллине (1100 мест, 2 яруса) устраивались спектакли ведущих театров СССР, концерты художественных коллективов СССР и зарубежных стран, проводились съезды КП Эстонии и ЛКСМ Эстонии.
В среднем в год проводилось свыше 200 концертов, спектаклей, киносеансов и др. массовых мероприятий, которые посещали около 200 тыс. человек.
Начальником ДОФа был Анатолий Григорьевич Терлицкий.
В 2001 году здание перешло в собственность Таллина; с того же года в нём стало работать муниципальное учреждение «Центр русской культуры» (изначально зарегистрированное 25 января 1999 года как некоммерческая организация).
Осенью 2005 года в ЦРК была открыта галерея Объединения русских художников.
В 2001 году на ремонт здания городские власти планировали потратить 110 млн крон, за период 2001—2005 годов было потрачено 60 млн крон. При этом, аудит в конце 2004 года установил, что при закупке строительных услуг не соблюдалась надлежащая практика  и не обеспечивалось наиболее рациональное и экономное использование денег. Департамент государственных закупок также обнаружил отклонение от закона при организации процедуры тендера государственных закупок в 2006 году. За проведение государственных закупок отвечал главный специалист Таллинского департамента охраны старины Айвар Ноорма. Ревизионная комиссия порекомендовала в дальнейшем назначать ответственным лицом за организацию государственных закупок специалиста с высшим строительным образованием.

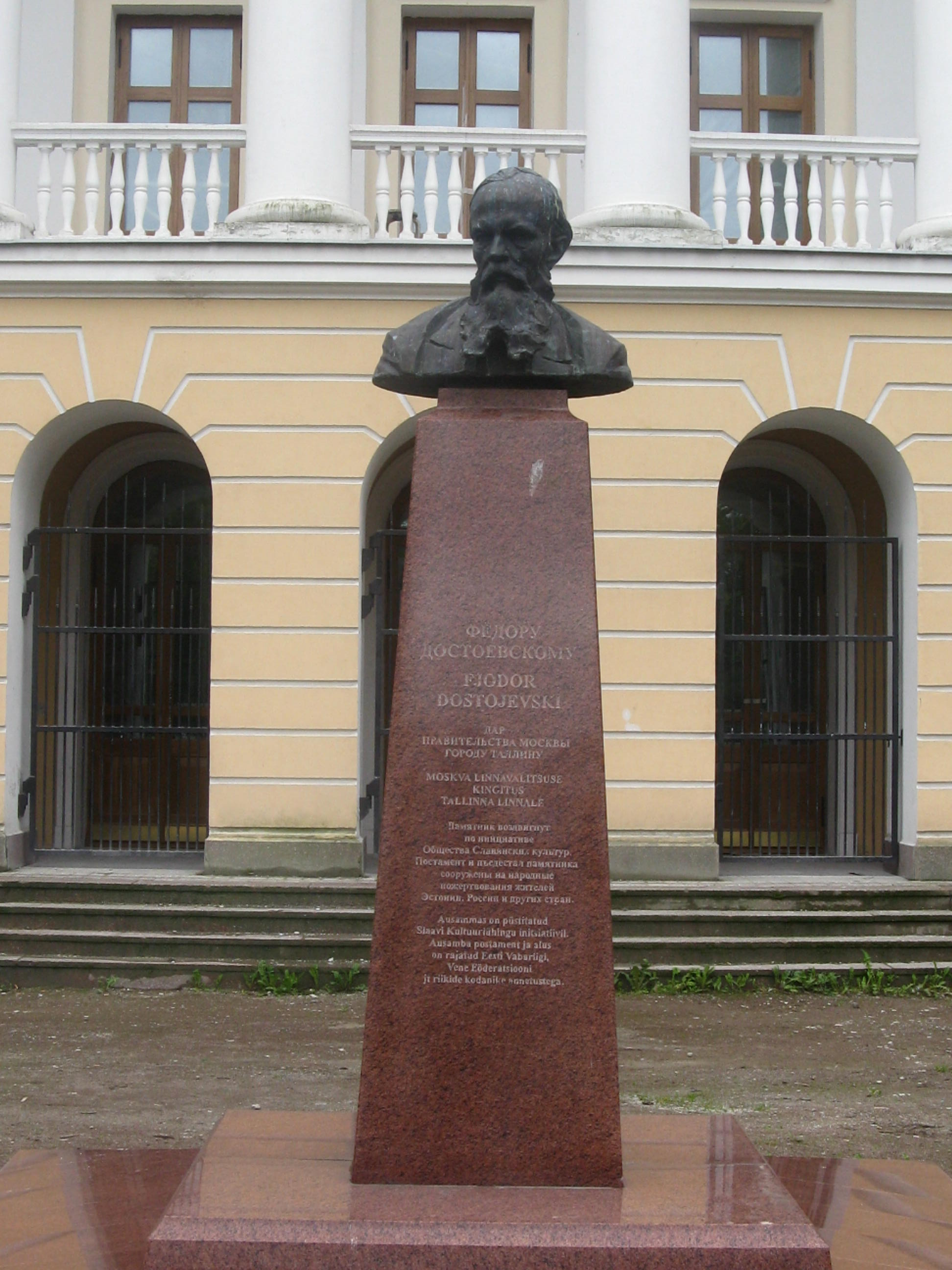
Памятник Ф. М. Достоевскому возле ЦРК

В 2006 году в ЦРК начался обширный ремонт, завершившийся в 2009 году и вернувший зданию прежнее великолепие. Было отреставрировано потолочное панно и вся лепнина. После ремонта в Большом зале ЦРК осталось 850 посадочных мест (были убраны около 200 кресел, с которых невозможно было следить за происходящим на сцене, и за счёт этого увеличено расстояние между рядами).
До лета 2025 года ЦРК выполнял три основные функции: развитие любительского творчества, предоставление зала для гастролей зарубежным профессиональным коллективам, преимущественно театральным, и предоставление дополнительного образования в области творчества, а для учителей русских школ — прохождения курсов повышения квалификации. В ЦРК работали различные творческие коллективы, в частности Театральная студия 316, вокально-хоровая студия «Allegro», хореографическая студия «Entreé», детская художественная студия «Artec», Инструментальная студия; проводились фестивали (в том числе — международные), смотры, конкурсы, лекции, праздники, организовывались концерты и выставки.
В 2009 году в ЦРК был открыт виртуальный филиал Государственного Русского музея Санкт-Петербурга.
В 2006—2017 годах Таллинским Центром русской культуры руководил Юрий Тимофеевич Поляков (1953—2017). С 9 октября 2017 года директором ЦРК стал Эдуард Томан, он же председатель Союза Русских просветительных и благотворительных обществ в Эстонии.
4 декабря 2013  года горуправа Таллина утвердила устав Центра русской культуры, определив сферой его деятельности организацию культурных и развлекательных мероприятий для жителей Таллина, создание возможностей для проведения досуга, сохранение и развитие народной культуры и иного культурного наследия.

#### Памятник Ф. М. Достоевскому
У стены ЦРК, выходящей в парк Канути, в 2002 году был установлен памятник Ф. М. Достоевскому. Он был преподнесён в дар Таллину правительством Москвы. Автор — академик Российской академии художеств, народный художник РФ Валерий Андреевич Евдокимов. Памятник был создан по инициативе Таллинского Общества славянской культуры, постамент сооружён на народные пожертвования.

## Переименование и завершение деятельности
В 2012 году членами Таллинского горсобрания Юку-Калле Райдом (Üku-Kalle Raid) и Мартом Нуттом (Mart Nutt) была предпринята первая попытка переименовать Русский культурный центр. «Русские ни в коей мере не заслужили, чтобы культурный центр их имени содержался на деньги налогоплательщиков. Это мог бы быть Культурный центр национальных меньшинств», — отметили они. Но тогдашний мэр Таллина Эдгар Сависаар был категорически против этого.
Весной 2024 года директор Русского культурного центра Эдуард Томан заявил, что на размышления о переименовании его натолкнул отказ украинских коллективов выступать в центре. Он предпочитает название Таллинский центр национальных культур. Одновременно с этим вопрос о переименовании был повторно поднят и относительно Таллинского русского музея. По словам его директора Хели Нургер (Heli Nurger), в первый раз эта идея обсуждалась в 2020 году. Она отдаёт предпочтение названию Таллинский национальный музей. С 6 сентября 2024 года музей носит название Музей народов Таллина.
4 июня 2025 года горуправа Таллина приняла решение о передаче Центра русской культуры и Культурного центра «Салме» (первый расположен в районе Кесклинн, второй — в районе Пыхья-Таллинн) некоммерческой организации «Котёл культуры» с переименованием ЦРК в Культурный центр «Мере» (эст. Mere kultuurikeskus, с эст. букв. «Морской культурный центр»). Культурный центр «Салме» сохранит своё название. При этом городские власти подчеркнули, что эти учреждения имели и будут иметь разные цели: КЦ «Мере» будет являться центром культуры национальных меньшинств Эстонии, а КЦ «Салме» в первую очередь — учреждением, нацеленным на жителей района Пыхья-Таллинн.
Процесс изменения сути и принципов работы бывшего ЦРК, по словам городских властей, займёт около года. Будет сокращено 4 человека из числа руководства РКЦ, а затем объявлен конкурс на замещение должности его руководителя.
Переименование очередного учреждения русской культуры в Эстонии стало следующим шагом после переименования 6 сентября 2024 года Таллинского русского музея в Музей народов Таллина, переименования 15 октября 2024 года Московского бульвара в Сааремааский бульвар и переименования 1 марта 2025 года Русской гимназии Хааберсти в Таллинскую гимназию Хааберсти. За ЦРК 10 июня 2025 года последовало переименование Русского театра Эстонии в театр «Сюдалинна», а с 1 сентября 2025 года Ласнамяэская русская гимназия станет Гимназией Тяхесаю.